# صغر القضيب
القضيب الصغير هو قضيب صغير بشكل غير عادي. المعيار الشائع هو أن طول القضيب الظهري (المقاس في الأعلى) لا يقل عن 2.5 انحراف معياري أصغر من متوسط حجم القضيب البشري.
يكون طول القضيب الصغير:
- أقل من 2.5 سم (0.98 بوصة) عند الاطفال الرضع.
- 2.6 سم (1.02 بوصة) عند الأطفال في عمر سنة واحدة.
- 3.5 سم (1.38 بوصة) عند الأطفال في عمر خمس سنوات.
- 3.8 سم (1.5 بوصة) عند الأطفال في عمر عشر سنوات.
- 9.3 سم (3.66 بوصة) عند البالغين.

وعادة ما يتم التعرف على هذه الحالة بعد وقت قصير من الولادة. يُستخدم هذا المصطلح طبيًا في أغلب الأحيان عندما تكون بقية أجزاء القضيب وكيس الصفن والعجان خالية من الالتباس، مثل المبال التحتاني. يصف الميكروفالوس مصطلحًا طبيًا حيث تختلف أجزاء أخرى من الأعضاء التناسلية، مثل المبال التحتاني أو الخصية الخفية. تبلغ نسبة الإصابة بالقضيب الصغير حوالي 1.5 من كل 10000 مولود ذكر في أمريكا الشمالية.

## الأسباب
من بين الحالات غير الطبيعية المرتبطة بالقضيب الصغير، معظمها عبارة عن حالات انخفاض إنتاج أو تأثير الأندروجين قبل الولادة، مثل التطور غير الطبيعي للخصية (خلل تكوين الخصية)، ومتلازمة كلاينفلتر، ونقص تنسج خلايا ليديغ، وعيوب محددة في هرمون التستوستيرون أو تخليق ثنائي هيدروتستوستيرون (نقص 17،20 لياز، عوز الإنزيم المختزل 5-ألفا)، ومتلازمات عدم حساسية الأندروجين، وعدم كفاية تحفيز الغدة النخامية (نقص موجهة الغدد التناسلية)، وأشكال أخرى من قصور الغدد التناسلية الخلقي. يمكن أن يحدث صغر القضيب أيضًا كجزء من العديد من متلازمات التشوه الجيني التي لا تشمل الكروموسومات الجنسية. وهو في بعض الأحيان علامة على نقص هرمون النمو الخلقي أو قصور الغدة النخامية الخلقي. تؤثر العديد من جينات العلبة المثلية أو صندوق النحت (بالإنجليزية: homeobox) على حجم القضيب والأصابع دون وجود خلل هرموني يمكن اكتشافه.
بالإضافة إلى ذلك، تم ربط التعرض لبعض أدوية الخصوبة المعتمدة على هرمون الاستروجين في الرحم مثل ثنائي إيثيلستيلبيسترول (بالإنجليزية:  DES) بتشوهات الأعضاء التناسلية أو قضيب أصغر من الطبيعي.
بعد التقييم للكشف عن أي من الحالات المذكورة أعلاه، يمكن علاج القضيب الصغير غالبًا في مرحلة الطفولة عن طريق حقن هرمونات مختلفة، مثل موجهة الغدد التناسلية المشيمية البشرية والتستوستيرون.

## علاج

### العلاج الهرموني
يتأثر نمو القضيب قبل الولادة وأثناء الطفولة والبلوغ بشدة بهرمون التستوستيرون، وبدرجة أقل، بهرمون النمو. ومع ذلك، فإن الهرمونات الداخلية اللاحقة لها قيمة أساسية في علاج صغر القضيب الناجم عن نقص الهرمونات، مثل قصور الغدة النخامية أو قصور الغدد التناسلية.
بغض النظر عن سبب صغر القضيب، إذا تم التعرف عليه في مرحلة الطفولة، غالبًا ما يتم وصف دورة قصيرة من هرمون التستوستيرون (عادة لا تزيد عن ثلاثة أشهر). يؤدي هذا عادةً إلى حدوث قدر صغير من النمو، مما يؤكد احتمالية حدوث مزيد من النمو عند البلوغ، ولكنه نادرًا ما يصل إلى الحجم الطبيعي. لا يتم إعطاء أي نوع من هرمون تستوستيرون إضافي أثناء الطفولة، لتجنب الترجيل غير المرغوب فيه ونضج العظام، (هناك أيضًا بعض الأدلة على أن تناول هرمون التستوستيرون قبل الأوان يمكن أن يؤدي إلى انخفاض حجم القضيب لدى البالغين).
يتم استئناف علاج التستوستيرون في مرحلة المراهقة فقط للأولاد الذين يعانون من قصور الغدد التناسلية. يكتمل نمو القضيب في نهاية فترة البلوغ، مشابه اكتمال نمو طول بشر، وتوفير هرمون التستوستيرون الإضافي للبالغين بعد البلوغ يؤدي إلى نمو إضافي ضئيل أو معدوم.

#### جراحة
نظرًا لأن العلاج الهرموني نادرًا ما يصل إلى متوسط الحجم، فقد تم ابتكار وتنفيذ العديد من التقنيات الجراحية المشابهة لعملية رأب القضيب لتكبير القضيب، لكنها لا تعتبر بشكل عام ناجحة بدرجة كافية ليتم اعتمادها على نطاق واسع ونادرًا ما يتم إجراؤها في مرحلة الطفولة.
في الحالات القصوى من القضيب الصغير، بالكاد يكون هناك أي عمود، ويبدو أن الحشفة تجلس تقريبًا على جلد العانة. منذ الستينيات وحتى أواخر السبعينيات، كان من الشائع التوصية بتغيير الجنس والجراحة. كان هذا محتملًا بشكل خاص إذا أشارت الأدلة إلى أن الاستجابة لهرمون التستوستيرون الإضافي وهرمون التستوستيرون في سن البلوغ ستكون ضعيفة. وبموافقة الوالدين، سيتم إعادة تعيين الصبي وإعادة تسميته إلى فتاة، وإجراء عملية جراحية لإزالة الخصيتين وبناء مهبل اصطناعي. واستند هذا إلى الفكرة المطروحة الآن والتي مفادها أن الهوية الجنسية تشكلت بالكامل من خلال التنشئة الاجتماعية، وأن الرجل ذو القضيب الصغير لا يمكنه العثور على مكان مقبول في المجتمع.
أجرت مستشفى جونز هوبكنز، وهي المستشفى الأكثر شهرة بهذا النهج، اثنتي عشرة عملية إعادة تعيين من هذا القبيل في الفترة من 1960 إلى 1980. وعلى الأخص تلك الخاصة بديفيد رايمر (الذي دمر قضيبه بسبب حادث ختان)، وأشرف عليه جون ماني. بحلول منتصف التسعينات، كان عرض إعادة التعيين أقل في كثير من الأحيان، وتم الطعن في جميع المقدمات الثلاثة. وقد لعب الأشخاص السابقون لمثل هذه الجراحة، والذين عبروا عن عدم رضاهم عن نتائج البالغين، دورًا كبيرًا في تثبيط هذه الممارسة. نادرًا ما يتم إجراء إعادة التعيين الجنسي اليوم في حالات القضيب الصغير الشديد (على الرغم من أن مسألة تربية الصبي كفتاة لا تزال قيد المناقشة في بعض الأحيان).

## أنظر أيضا
- القضيب المدفون
- ضخامة البظر
- ثنائيي الجنس
- حجم القضيب
- القضيب مكفف